# Élections cantonales de 1949 dans le Finistère
Les élections cantonales françaises de 1949 ont eu lieu les 20 et 27 mars 1949.

## Contexte départemental

### Assemblée départementale sortante
| Parti                                            | Sigle   | Élus |
| ------------------------------------------------ | ------- | ---- |
| Majorité (23 sièges)                             |         |      |
| Mouvement républicain populaire                  | MRP     | 14   |
| Parti républicain, radical et radical-socialiste | Rad-Soc | 8    |
| Radicaux indépendants                            | Rad.ind | 1    |
| Opposition (20 sièges)                           |         |      |
| Section française de l'Internationale ouvrière   | SFIO    | 7    |
| Parti communiste français                        | PCF     | 4    |
| Rassemblement pour la France                     | RPF     | 4    |
| Fédération républicaine                          | URD     | 3    |
| Républicains indépendants                        | RI      | 2    |
| Président du conseil général                     |         |      |
| Yves Jaouen (MRP)                                |         |      |

## Résultats à l’échelle du département

### Résultats en nombre de sièges
| Parti | Sièges mis en jeu | Élus | Évolution |
| ----- | ----------------- | ---- | --------- |
| SFIO  | 3                 | 1    | -2        |
| PCF   | 2                 | 2    | =         |
| CNIP  | 1                 | 0    | -1        |
| RAD   | 5                 | 2    | -3        |
| MRP   | 4                 | 1    | -3        |
| RPF   | 5                 | 14   | +9        |
| DVD   | 1                 | 1    | =         |

### Assemblée départementale élue
| Parti                                            | Sigle   | Élus |
| ------------------------------------------------ | ------- | ---- |
| Majorité (21 sièges)                             |         |      |
| Mouvement républicain populaire                  | MRP     | 10   |
| Parti républicain, radical et radical-socialiste | Rad-Soc | 5    |
| Section française de l'Internationale ouvrière   | SFIO    | 5    |
| Radicaux indépendants                            | Rad.ind | 1    |
| Opposition (22 sièges)                           |         |      |
| Rassemblement pour la France                     | RPF     | 14   |
| Parti communiste français                        | PCF     | 4    |
| Fédération républicaine                          | URD     | 2    |
| Républicains indépendants                        | RI      | 2    |
| Président du conseil général                     |         |      |
| Yves Jaouen (MRP)                                |         |      |

## Élection du président
Mr Yves Jaouen est élu avec les voix du MRP (10), des Radicaux (6) et de 3 SFIO (les 2 autres votant blanc).
Antoine Vourc'h est soutenu par le RPF (14), l'URD (2) et les RI (2).
Un conseiller PCF vote blanc.
|          | Yves Jaouen *   | MRP          | 19 | 47,50  |  |  |
|          | Antoine Vourc'h | RPF (ex MRP) | 18 | 45,00  |  |  |
|          | Alphonse Penven | PCF          | 3  | 7,50   |  |  |
|          |                 |              |    |        |  |  |
| Inscrits | Inscrits        | Inscrits     | 43 | 100,00 |  |  |
| Votants  | Votants         | Votants      | 43 | 100,00 |  |  |
| Exprimés | Exprimés        | Exprimés     | 40 | 93,02  |  |  |

*sortant

## Résultats par canton

### Canton d'Arzano
| Candidats | Candidats      | Étiquette    | Premier tour | Premier tour |
| Candidats | Candidats      | Étiquette    | Voix         | %            |
| --------- | -------------- | ------------ | ------------ | ------------ |
|           | Jean Fichoux * | RPF (ex MRP) | 2 018        | 85,04        |
|           | Yves Kerjosse  | PCF          | 355          | 14,96        |
|           |                |              |              |              |
| Inscrits  | Inscrits       | Inscrits     | 3 234        | 100,00       |
| Votants   | Votants        | Votants      | 2 433        | 75,23        |
| Exprimés  | Exprimés       | Exprimés     | 2 373        | 97,53        |

*sortant

### Canton de Bannalec
| Candidats | Candidats         | Étiquette   | Premier tour | Premier tour | Second tour | Second tour |
| Candidats | Candidats         | Étiquette   | Voix         | %            | Voix        | %           |
| --------- | ----------------- | ----------- | ------------ | ------------ | ----------- | ----------- |
|           | René Nicolas      | PCF         | 2 620        | 41,47        | 3 436       | 51,62       |
|           | Jean Le Roux      | RPF         | 1 503        | 23,79        | 3 220       | 48,38       |
|           | Lucien Picard     | SFIO        | 960          | 15,19        |             |             |
|           | Christophe Féou * | Rad-Soc-RGR | 681          | 10,78        |             |             |
|           | François Pastoret | MRP         | 554          | 8,77         |             |             |
|           |                   |             |              |              |             |             |
| Inscrits  | Inscrits          | Inscrits    | 8 663        | 100,00       | 8 663       | 100,00      |
| Votants   | Votants           | Votants     | 6 397        | 73,84        | 6 827       | 78,81       |
| Exprimés  | Exprimés          | Exprimés    | 6 318        | 98,77        | 6 656       | 97,50       |

*sortant

### Canton de Brest-2
| Candidats | Candidats        | Étiquette | Premier tour | Premier tour | Second tour | Second tour |
| Candidats | Candidats        | Étiquette | Voix         | %            | Voix        | %           |
| --------- | ---------------- | --------- | ------------ | ------------ | ----------- | ----------- |
|           | Yves Jaouen *    | MRP       | 6 072        | 38,47        | 6 819       | 43,22       |
|           | Pierre Beaudouin | RPF       | 3 983        | 25,24        | 4 589       | 29,09       |
|           | Renée Riou       | PCF       | 3 405        | 21,58        | 4 366       | 27,67       |
|           | Robert Arnault   | SFIO      | 1 421        | 9,00         |             |             |
|           | Guillaume Leyer  | PSU       | 901          | 5,71         |             |             |
|           |                  |           |              |              |             |             |
| Inscrits  | Inscrits         | Inscrits  | 28 236       | 100,00       | 28 319      | 100,00      |
| Votants   | Votants          | Votants   | 15 958       | 56,52        | 16 045      | 56,66       |
| Exprimés  | Exprimés         | Exprimés  | 15 782       | 98,90        | 15 777      | 98,33       |

*sortant

### Canton de Brest-3
| Candidats | Candidats      | Étiquette | Premier tour | Premier tour | Second tour | Second tour |
| Candidats | Candidats      | Étiquette | Voix         | %            | Voix        | %           |
| --------- | -------------- | --------- | ------------ | ------------ | ----------- | ----------- |
|           | Alfred Chupin  | RPF       | 2 485        | 39,85        | 2 955       | 47,67       |
|           | Henri Ménès    | PCF       | 1 325        | 21,25        | 1 844       | 29,75       |
|           | Louise Le Roux | MRP       | 1 150        | 18,44        |             |             |
|           | Jean Julien *  | SFIO      | 1 107        | 17,75        |             |             |
|           | Jean Pouliquen | PSU       | 169          | 2,71         |             |             |
|           | Antoine Salaün | Rép.Ind   |              |              | 1 400       | 22,58       |
|           |                |           |              |              |             |             |
| Inscrits  | Inscrits       | Inscrits  | 11 364       | 100,00       | 11 363      | 100,00      |
| Votants   | Votants        | Votants   | 6 308        | 55,51        | 6 300       | 55,44       |
| Exprimés  | Exprimés       | Exprimés  | 6 236        | 98,86        | 6 199       | 98,40       |

*sortant

### Canton de Carhaix-Plouguer
| Candidats | Candidats          | Étiquette | Premier tour | Premier tour | Second tour | Second tour |
| Candidats | Candidats          | Étiquette | Voix         | %            | Voix        | %           |
| --------- | ------------------ | --------- | ------------ | ------------ | ----------- | ----------- |
|           | Pierre Kernéis     | PCF       | 3 161        | 38,10        | 3 607       | 38,65       |
|           | Hervé Lancien      | RPF       | 2 845        | 34,29        | 3 624       | 38,83       |
|           | Pierre Postollec * | SFIO      | 2 291        | 27,61        | 2 102       | 22,52       |
|           |                    |           |              |              |             |             |
| Inscrits  | Inscrits           | Inscrits  | 11 107       | 100,00       | 11 111      | 100,00      |
| Votants   | Votants            | Votants   | 8 446        | 76,04        | 9 391       | 84,52       |
| Exprimés  | Exprimés           | Exprimés  | 8 297        | 98,24        | 9 333       | 99,38       |

*sortant

### Canton de Concarneau
Robert Jan (PCF) ne se représente pas.
| Candidats | Candidats        | Étiquette | Premier tour | Premier tour | Second tour | Second tour |
| Candidats | Candidats        | Étiquette | Voix         | %            | Voix        | %           |
| --------- | ---------------- | --------- | ------------ | ------------ | ----------- | ----------- |
|           | Albert Quelven   | PCF (*)   | 4 145        | 45,79        | 4 791       | 50,67       |
|           | Charles Le Bihan | RPF       | 2 386        | 26,36        | 4 664       | 49,33       |
|           | Charles Linement | SFIO      | 1 418        | 15,67        |             |             |
|           | Emmanuel Trocmé  | MRP       | 1 103        | 12,19        |             |             |
|           |                  |           |              |              |             |             |
| Inscrits  | Inscrits         | Inscrits  | 12 541       | 100,00       | 12 545      | 100,00      |
| Votants   | Votants          | Votants   | 9 120        | 72,72        | 9 585       | 76,40       |
| Exprimés  | Exprimés         | Exprimés  | 9 052        | 99,25        | 9 455       | 98,64       |

*sortant

### Canton de Crozon
Henri Kéranguyader (Rad.ind-RGR) élu depuis 1925 ne se représente pas.
| Candidats | Candidats         | Étiquette       | Premier tour | Premier tour | Second tour | Second tour |
| Candidats | Candidats         | Étiquette       | Voix         | %            | Voix        | %           |
| --------- | ----------------- | --------------- | ------------ | ------------ | ----------- | ----------- |
|           | Louis Jacquin     | RPF (ex MRP)    | 3 695        | 49,48        | 4 360       | 52,55       |
|           | René Heise        | SFIO            | 1 759        | 23,56        | 3 475       | 41,88       |
|           | Constantin Potier | Rad-Soc-RGR (*) | 1 247        | 16,70        |             |             |
|           | Albert André      | PCF             | 766          | 10,26        | 462         | 5,57        |
|           |                   |                 |              |              |             |             |
| Inscrits  | Inscrits          | Inscrits        | 12 359       | 100,00       | 12 373      | 100,00      |
| Votants   | Votants           | Votants         | 7 534        | 60,96        | 8 338       | 67,39       |
| Exprimés  | Exprimés          | Exprimés        | 7 467        | 99,11        | 8 297       | 99,51       |

*sortant

### Canton de Daoulas
| Candidats | Candidats        | Étiquette | Premier tour | Premier tour | Second tour | Second tour |
| Candidats | Candidats        | Étiquette | Voix         | %            | Voix        | %           |
| --------- | ---------------- | --------- | ------------ | ------------ | ----------- | ----------- |
|           | Louis Castel *   | DVD       | 4 433        | 49,64        | 4 890       | 53,48       |
|           | Jean Gouez       | RI-RGR    | 2 379        | 26,64        | 3 694       | 40,41       |
|           | Louis Morvan     | SFIO      | 1 326        | 14,85        |             |             |
|           | François Roudaut | PCF       | 792          | 8,87         | 559         | 6,11        |
|           |                  |           |              |              |             |             |
| Inscrits  | Inscrits         | Inscrits  | 12 853       | 100,00       | 12 851      | 100,00      |
| Votants   | Votants          | Votants   | 9 000        | 70,02        | 9 195       | 71,55       |
| Exprimés  | Exprimés         | Exprimés  | 8 930        | 99,22        | 9 143       | 99,43       |

*sortant

### Canton de Fouesnant
| Candidats | Candidats            | Étiquette   | Premier tour | Premier tour | Second tour | Second tour |
| Candidats | Candidats            | Étiquette   | Voix         | %            | Voix        | %           |
| --------- | -------------------- | ----------- | ------------ | ------------ | ----------- | ----------- |
|           | Jean-Louis Yvonnou * | Rad.ind-RGR | 2 182        | 37,42        | 3 586       | 60,98       |
|           | Joseph Argouarch     | PCF         | 2 108        | 36,15        | 2 293       | 39,02       |
|           | René Le Viol         | RPF         | 1 207        | 20,70        |             |             |
|           | Eugène Vaillant      | SFIO        | 338          | 5,80         |             |             |
|           |                      |             |              |              |             |             |
| Inscrits  | Inscrits             | Inscrits    | 7 529        | 100,00       | 7 529       | 100,00      |
| Votants   | Votants              | Votants     | 5 874        | 78,02        | 5 950       | 79,03       |
| Exprimés  | Exprimés             | Exprimés    | 5 831        | 99,27        | 5 881       | 98,84       |

*sortant

### Canton de Lanmeur
| Candidats | Candidats                 | Étiquette | Premier tour | Premier tour |
| Candidats | Candidats                 | Étiquette | Voix         | %            |
| --------- | ------------------------- | --------- | ------------ | ------------ |
|           | François Tanguy-Prigent * | SFIO      | 2 983        | 56,06        |
|           | René Prigent              | MRP       | 1 133        | 19,01        |
|           | Jean Le Roux              | RPF       | 935          | 15,69        |
|           | François Tournevache      | PCF       | 908          | 15,24        |
|           |                           |           |              |              |
| Inscrits  | Inscrits                  | Inscrits  | 8 134        | 100,00       |
| Votants   | Votants                   | Votants   | 6 019        | 74,00        |
| Exprimés  | Exprimés                  | Exprimés  | 5 959        | 99,00        |

*sortant

### Canton de Lannilis
Jean Audren de Kerdrel élu depuis 1919 est mort en 1947. Mr Léon Guéguen est élu lors d'une partielle.
| Candidats | Candidats      | Étiquette | Premier tour | Premier tour |
| Candidats | Candidats      | Étiquette | Voix         | %            |
| --------- | -------------- | --------- | ------------ | ------------ |
|           | Léon Guéguen * | RI-RPF    | 6 188        | 86,20        |
|           | Louis Odéyé    | Rép.Ind   | 546          | 7,61         |
|           | Jean Philippot | PCF       | 445          | 6,20         |
|           |                |           |              |              |
| Inscrits  | Inscrits       | Inscrits  | 9 680        | 100,00       |
| Votants   | Votants        | Votants   | 7 236        | 74,75        |
| Exprimés  | Exprimés       | Exprimés  | 7 179        | 99,21        |

*sortant

### Canton de Plabennec
| Candidats | Candidats               | Étiquette       | Premier tour | Premier tour |
| Candidats | Candidats               | Étiquette       | Voix         | %            |
| --------- | ----------------------- | --------------- | ------------ | ------------ |
|           | Gabriel de Poulpiquet * | RI-RPF (ex URD) | 5 819        | 84,74        |
|           | André Berthou           | Rép.Ind         | 912          | 13,28        |
|           | Marie Combot            | PCF             | 136          | 1,98         |
|           |                         |                 |              |              |
| Inscrits  | Inscrits                | Inscrits        | 8 295        | 100,00       |
| Votants   | Votants                 | Votants         | 6 954        | 83,83        |
| Exprimés  | Exprimés                | Exprimés        | 6 867        | 98,75        |

*sortant

### Canton de Pleyben
Henri Rolland (MRP) élu depuis 1945 ne se représente pas.
| Candidats | Candidats      | Étiquette | Premier tour | Premier tour |
| Candidats | Candidats      | Étiquette | Voix         | %            |
| --------- | -------------- | --------- | ------------ | ------------ |
|           | Jean Saliou    | RPF       | 3 811        | 56,09        |
|           | Joseph Bouzard | SFIO      | 2 177        | 32,04        |
|           | François Goas  | PCF       | 807          | 11,88        |
|           |                |           |              |              |
| Inscrits  | Inscrits       | Inscrits  | 9 606        | 100,00       |
| Votants   | Votants        | Votants   | 6 889        | 71,72        |
| Exprimés  | Exprimés       | Exprimés  | 6 795        | 98,64        |

*sortant

### Canton de Ploudalmézeau
| Candidats | Candidats      | Étiquette        | Premier tour | Premier tour |
| Candidats | Candidats      | Étiquette        | Voix         | %            |
| --------- | -------------- | ---------------- | ------------ | ------------ |
|           | Yves Pellé *   | Rép.Ind (ex MRP) | 3 825        | 51,42        |
|           | Jean Coquelin  | RPF              | 3 405        | 45,77        |
|           | Guillaume Riou | PCF              | 209          | 2,81         |
|           |                |                  |              |              |
| Inscrits  | Inscrits       | Inscrits         | 9 959        | 100,00       |
| Votants   | Votants        | Votants          | 7 532        | 75,63        |
| Exprimés  | Exprimés       | Exprimés         | 7 439        | 98,77        |

*sortant

### Canton de Plouescat
Pierre Trémintin laisse sa place à François Paugam pour le deuxième tour.
| Candidats | Candidats         | Étiquette | Premier tour | Premier tour | Second tour | Second tour |
| Candidats | Candidats         | Étiquette | Voix         | %            | Voix        | %           |
| --------- | ----------------- | --------- | ------------ | ------------ | ----------- | ----------- |
|           | Pierre Trémintin  | MRP       | 2 313        | 38,99        |             |             |
|           | Louis Salaün      | RPF       | 2 243        | 37,81        | 3 388       | 56,09       |
|           | Robert Debled *   | PRL       | 1 240        | 20,90        |             |             |
|           | Fernand Échardour | PCF       | 137          | 2,31         | 98          | 1,62        |
|           | François Paugam   | MRP       |              |              | 2 552       | 43,91       |
|           |                   |           |              |              |             |             |
| Inscrits  | Inscrits          | Inscrits  | 7 638        | 100,00       | 7 651       | 100,00      |
| Votants   | Votants           | Votants   | 6 042        | 79,10        | 6 121       | 80,00       |
| Exprimés  | Exprimés          | Exprimés  | 5 933        | 98,20        | 6 040       | 98,68       |

*sortant

### Canton de Plouzévédé
| Candidats | Candidats              | Étiquette | Premier tour | Premier tour | Second tour | Second tour |
| Candidats | Candidats              | Étiquette | Voix         | %            | Voix        | %           |
| --------- | ---------------------- | --------- | ------------ | ------------ | ----------- | ----------- |
|           | Eugène Quéméneur       | RPF       | 2 685        | 48,07        | 2 822       | 48,93       |
|           | Christophe Roué *      | MRP       | 2 261        | 40,48        | 2 526       | 43,79       |
|           | Jean-Claude Kerguillec | PCF       | 633          | 11,33        | 420         | 7,28        |
|           |                        |           |              |              |             |             |
| Inscrits  | Inscrits               | Inscrits  | 7 797        | 100,00       | 7 796       | 100,00      |
| Votants   | Votants                | Votants   | 5 746        | 73,70        | 5 840       | 74,91       |
| Exprimés  | Exprimés               | Exprimés  | 5 586        | 97,22        | 5 768       | 98,77       |

*sortant

### Canton de Pont-Croix
Yves Quellec (MRP) élu en 1945 ne se représente pas.
| Candidats | Candidats         | Étiquette | Premier tour | Premier tour | Second tour | Second tour |
| Candidats | Candidats         | Étiquette | Voix         | %            | Voix        | %           |
| --------- | ----------------- | --------- | ------------ | ------------ | ----------- | ----------- |
|           | Hervé Gloaguen    | RPF       | 5 258        | 41,22        | 8 288       | 62,83       |
|           | Francis Postic    | PCF       | 4 029        | 31,59        | 4 904       | 37,17       |
|           | Jean Sergent      | MRP (*)   | 2 093        | 16,41        |             |             |
|           | Albert Kérourédan | SFIO      | 1 375        | 10,26        |             |             |
|           |                   |           |              |              |             |             |
| Inscrits  | Inscrits          | Inscrits  | 19 769       | 100,00       | 19 764      | 100,00      |
| Votants   | Votants           | Votants   | 12 878       | 65,14        | 13 568      | 68,65       |
| Exprimés  | Exprimés          | Exprimés  | 12 755       | 99,04        | 13 192      | 97,23       |

*sortant

### Canton de Pont-l'Abbé
| Candidats | Candidats              | Étiquette    | Premier tour | Premier tour | Second tour | Second tour |
| Candidats | Candidats              | Étiquette    | Voix         | %            | Voix        | %           |
| --------- | ---------------------- | ------------ | ------------ | ------------ | ----------- | ----------- |
|           | Jean-Désiré Larnicol * | PCF          | 7 126        | 38,46        | 8 837       | 45,77       |
|           | Jean Lavalou           | RPF ex (MRP) | 5 292        | 28,56        | 10 444      | 54,10       |
|           | Sébastien Guiziou      | Rép.Ind      | 3 712        | 20,03        |             |             |
|           | Jean Le Brun           | SFIO         | 2 398        | 12,94        |             |             |
|           |                        |              |              |              |             |             |
| Inscrits  | Inscrits               | Inscrits     | 24 458       | 100,00       | 24 461      | 100,00      |
| Votants   | Votants                | Votants      | 18 770       | 76,74        | 19 705      | 80,56       |
| Exprimés  | Exprimés               | Exprimés     | 18 527       | 98,71        | 19 306      | 97,98       |

*sortant

### Canton de Rosporden
| Candidats | Candidats          | Étiquette | Premier tour | Premier tour | Second tour | Second tour |
| Candidats | Candidats          | Étiquette | Voix         | %            | Voix        | %           |
| --------- | ------------------ | --------- | ------------ | ------------ | ----------- | ----------- |
|           | Bernard Kergourlay | RPF       | 2 052        | 45,87        | 2 702       | 62,69       |
|           | Pierre Guéguin     | PCF       | 1 236        | 27,63        | 1 608       | 37,31       |
|           | Henri Goyat *      | Rad-Soc   | 1 186        | 26,51        |             |             |
|           |                    |           |              |              |             |             |
| Inscrits  | Inscrits           | Inscrits  | 5 554        | 100,00       | 5 553       | 100,00      |
| Votants   | Votants            | Votants   | 4 518        | 81,35        | 4 478       | 80,64       |
| Exprimés  | Exprimés           | Exprimés  | 4 474        | 99,03        | 4 310       | 96,25       |

*sortant

### Canton de Saint-Pol-de-Léon
Henri Le Sann se retire après le premier tour, François Prigent (un temps pressenti comme candidat RPF) le remplace.
| Candidats | Candidats        | Étiquette | Premier tour | Premier tour | Second tour | Second tour |
| Candidats | Candidats        | Étiquette | Voix         | %            | Voix        | %           |
| --------- | ---------------- | --------- | ------------ | ------------ | ----------- | ----------- |
|           | Yves Le Déroff   | RPF       | 4 239        | 37,03        | 4 426       | 37,46       |
|           | Henri Le Sann *  | MRP       | 3 945        | 34,46        |             |             |
|           | Jean-Marie Kerné | SFIO      | 2 208        | 19,29        | 1 781       | 15,07       |
|           | Hervé Autret     | PCF       | 1 054        | 9,21         | 819         | 6,93        |
|           | François Prigent | Rép.Ind   |              |              | 4 789       | 40,53       |
|           |                  |           |              |              |             |             |
| Inscrits  | Inscrits         | Inscrits  | 15 619       | 100,00       | 15 619      | 100,00      |
| Votants   | Votants          | Votants   | 11 679       | 74,77        | 11 948      | 76,50       |
| Exprimés  | Exprimés         | Exprimés  | 11 447       | 98,01        | 11 815      | 98,89       |

*sortant

### Canton de Saint-Thégonnec
| Candidats | Candidats           | Étiquette | Premier tour | Premier tour | Second tour | Second tour |
| Candidats | Candidats           | Étiquette | Voix         | %            | Voix        | %           |
| --------- | ------------------- | --------- | ------------ | ------------ | ----------- | ----------- |
|           | François Coat *     | Rad-RGR   | 2 154        | 49,62        | 3 020       | 77,46       |
|           | Jean Jacq           | RPF       | 896          | 20,64        |             |             |
|           | Jean-Pierre Nicolas | PCF       | 806          | 18,57        | 879         | 22,64       |
|           | Jean-Marie Toulalan | SFIO      | 485          | 11,17        |             |             |
|           |                     |           |              |              |             |             |
| Inscrits  | Inscrits            | Inscrits  | 5 504        | 100,00       | 5 506       | 100,00      |
| Votants   | Votants             | Votants   | 4 387        | 79,71        | 4 054       | 73,63       |
| Exprimés  | Exprimés            | Exprimés  | 4 341        | 98,95        | 3 899       | 96,18       |

*sortant